# El Escorial
För andra betydelser, se El Escorial (olika betydelser).

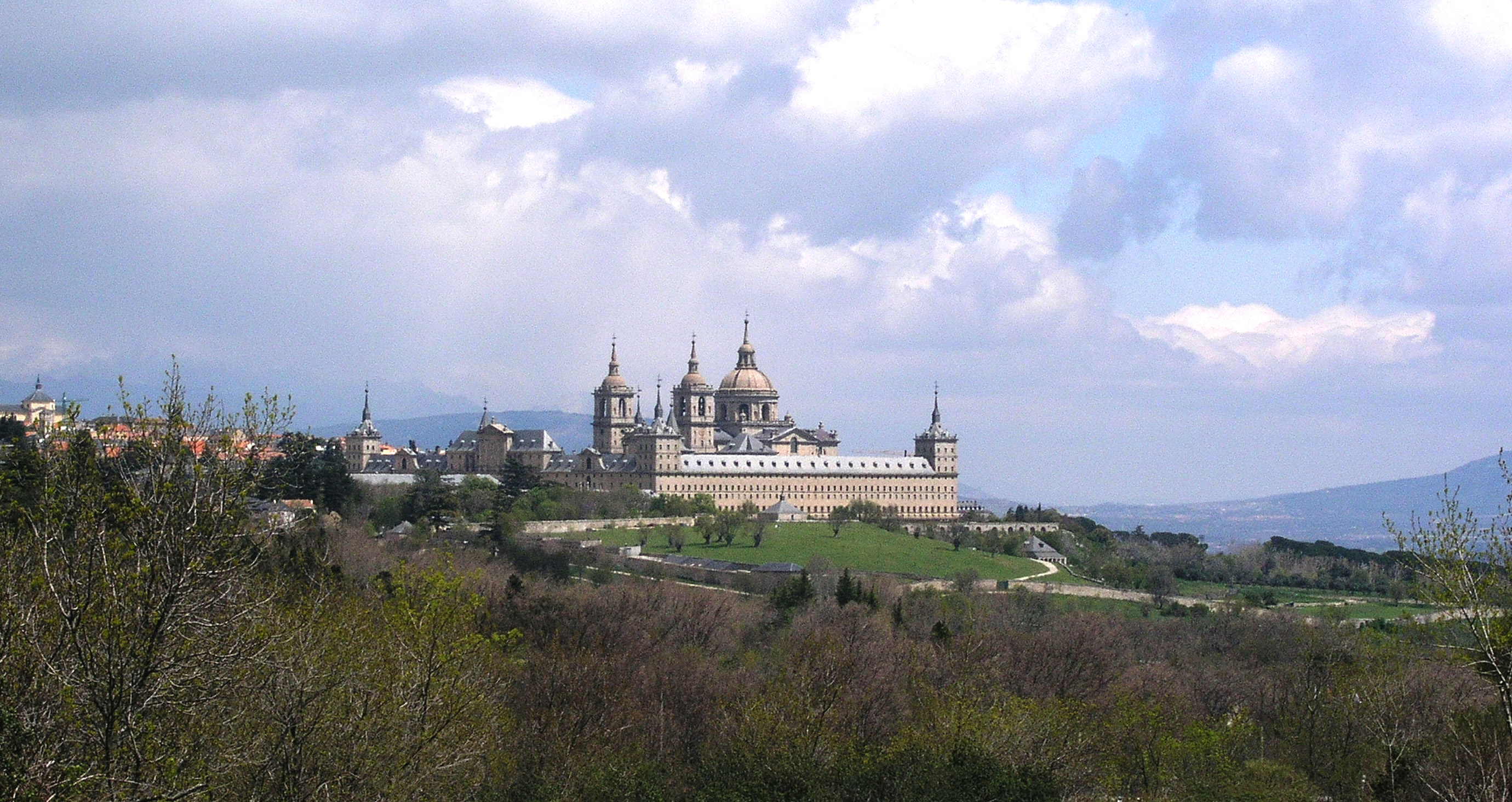
Vy på avstånd

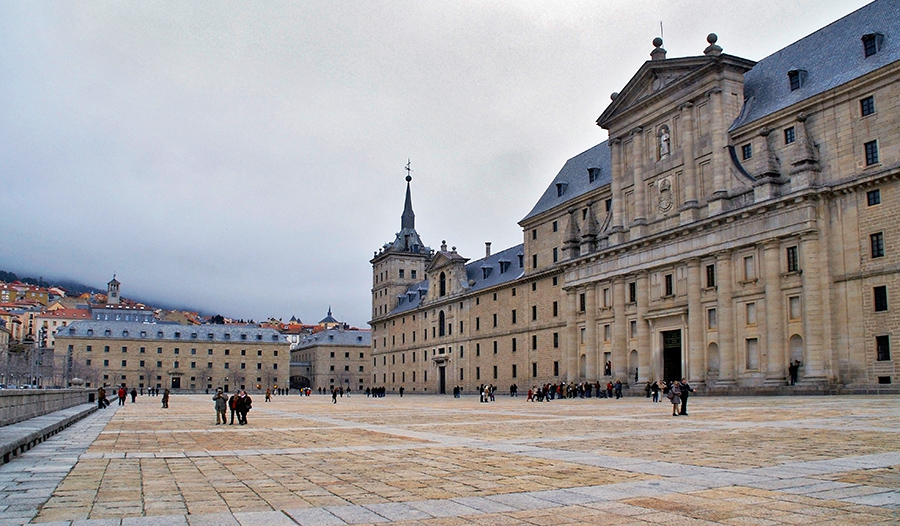
Monasterio de El Escorial, främre gården.

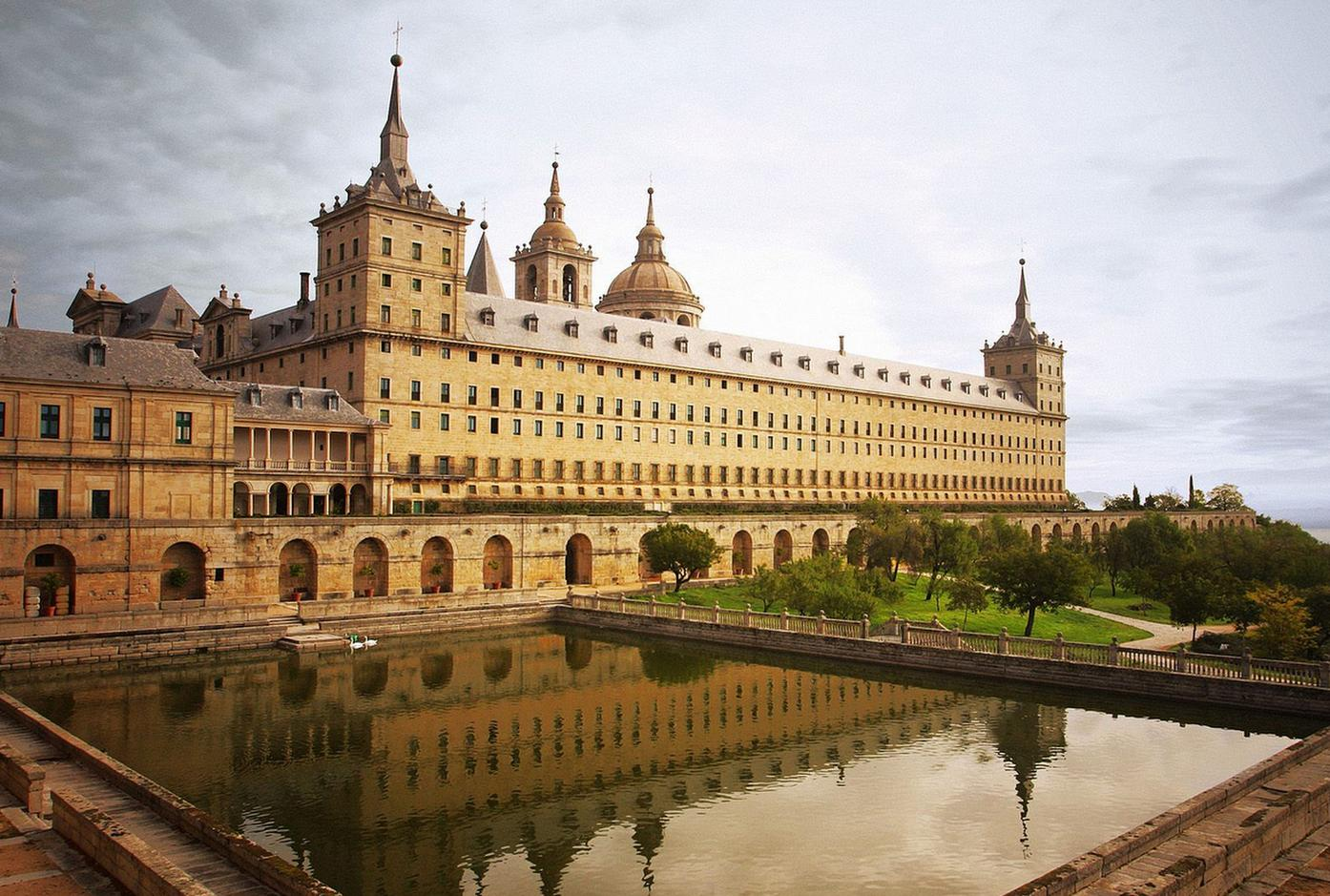
Södra sidan.

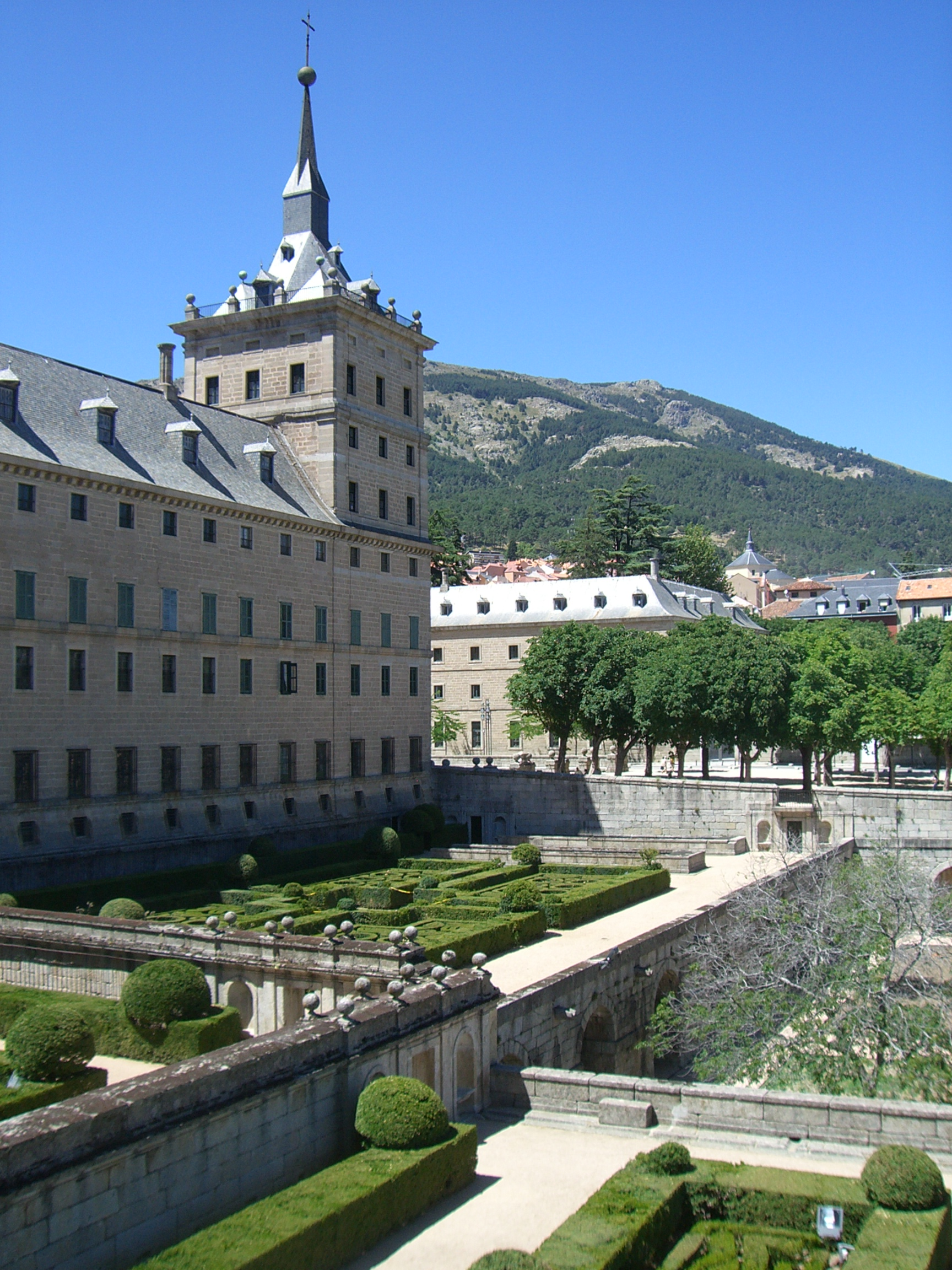
Klostrets trädgård.

El Escorial (på spanska Real Monasterio de San Lorenzo de El Escorial, "Kungliga Sankt Lars kloster i El Escorial") är ett komplex som inrymmer ett kungligt slott, en basilika, ett panteon, ett bibliotek, en skola och ett kloster. Det är beläget i San Lorenzo de El Escorial, ca 45 km nordväst om Madrid, Spanien.
Slottet planerades under andra hälften av 1500-talet av kung Filip II och hans arkitekt Juan Bautista de Toledo, fastän senare tillkom arkitekterna Juan de Herrera, Juan de Minjares, Giovanni Battista Castello (El Bergamasco) och Francisco de Mora. Kungen tänkte sig ett stort multifunktionellt komplex, kloster och palats, formgivet av Juan Bautista de Toledo.
Det stora komplexet, vars frontfasader i öst och väst mäter vardera 206 meter i längd, har en murhöjd av 17 meter. Hörnen kröns av torn.
Grundplanen var tänkt att efterlikna ett halster, Sankt Laurentius attribut. Det uppfördes mellan 1563 och 1584 av grå granit.  Arkitekt var huvudsakligen Juan de Herrera, vilket gett upphov till ett speciellt begrepp Arquitectura herreriana.
Stilen är italiensk högrenässans i Michelangelos anda. Slottskyrkan har kopierat dennes plan för Peterskyrkan om än i något mindre format. Förutom den stora centralkupolen har den två fasadtorn.
Slottet var bostad för den spanska kungafamiljen, basilikan med sitt panteon är gravplats för de spanska kungarna och klostret  - grundat av munkar i Hieronymusorden – innehas för närvarande av munkar i Augustinerorden. Det är ett av Spaniens och Europas mest framstående arkitektoniska verk från renässansen. Slottet upptar en yta av 33 327 m², på den sydliga sluttningen av monte Abantos, på en höjd av 1028 meter över havet i Sierra de Guadarrama. Slottet administreras av Patrimonio Nacional.
Trots åtskillig förstörelse under krig och eldsvådor har slottet bevarat en mängd skatter, bland annat ett berömt bibliotek med klassiska och arabiska handskrifter. En särskild tavelsamling omfattar värdefulla verk av nederländska och spanska mästare som Rogier van der Weyden, Hieronymus Bosch, El Greco med flera. I några av rummen finns minnen från Filip II. Det senare residenset upptog norra flygeln. 
Under kyrkans högkor finns ett "panteon", ett gravrum för den kungliga familjen, med guldbeslagna kistor av svart marmor.
UNESCO införde den 2 november 1984 Real Monasterio de San Lorenzo de El Escorial på Världsarvslistan. Det är en populär turistattraktion, mer än 500 000 besökare kommer till El Escorial varje år..